# Taillebourg-i csata
A taillebourg-i csata jelentős középkori csata, amelyet 1242 júliusában vívtak Franciaországban. Az úgynevezett saintonge-i háború döntő ütközete volt. A IX. Lajos, más néven Szent Lajos király és öccse, Alphonse de Poitiers parancsnoksága alatt álló francia Capeting-ház hadserege állt szemben III. Henrik angol király, testvére, Cornwalli Richard és mostohaapjuk, X Hugn Lusignan hercege által vezetett erőkkel. 
A csatát a Charente folyó feletti hídon vívták, amely stratégiai jelentőségű pont volt az Észak- és Dél-Franciaországot összekötő útvonalon. Később Saintes városa közelében folytatták az összecsapásokat. Charles Oman történész szerint az angolokat és szövetségeseiket szétverték és békekötésre kényszerítették, de a francia király megelégedett azzal, hogy visszaállítsa a status quót, vagyis a háború előtti állapotot. A csata felszámolta a Poitevin-lázadást, és végét jelentette III. Henrik azon reményeinek, hogy helyre tudja állítani az Angevin-birodalmat, amely az apja alatt összeomlott.

## Előzmények
Végrendeletének értelmében VIII. Lajos a Poitou grófja címet adta fiatalabbik fiának, Alphonse-nak. 1241 júniusában IX. Lajos gyűést hívott össze az anjoui Saumurban, és bejelentette, hogy Alphonse nagykorúvá válása után készen áll a birtokba kerülni.  Sok aquitániai nemes vett részt az udvarban, köztük Angoulême-i Izabella és férje, La Marche grófja, Hugh de Lusignan.
A saumuri találkozó után Louis Poitiers-be ment, hogy bátyját ünnepélyesen Poitiers grófjává nevezze. A lusignaniak határozottan ellenezték a Capeting-fennhatóságát a régióban. Izabella különösen csalódott volt, hogy fia, Cornwall grófja és III. Henrik angol király bátyja nem kapta meg a címet Poitiers-ben. Nem sokkal Poitiers-be érkezése után Louis megtudta, hogy Hugh, La Marche grófja sereget gyűjtött össze a közeli Lusignan városában. Louis és Alphonse, valamint Hugh és Isabella közötti megbeszélések nem oldották meg a vitát.
1242 áprilisában Lajos összegyűjtött egy csapatot Chinonban, amelyet egyes kortársak körülbelül 50 000 főre (de a modern történészek hitelesen 25 000 főre) becsültek, amely lovagokból, fegyveresekből és gyalogosokból állt. Elfoglalták a lázadók várainak sokaságát. Május 20-án III. Henrik angol király megérkezett Royanba, csatlakozott a lázadó francia nemesekhez, és megalakított egy hadsereget, amely a modern becslések szerint körülbelül 30 000 főre becsülhető [szükséges idézet], és amely az egységek típusaiban eltérő volt. A két király levelet váltott, de ezek nem oldottak meg semmit. A csatára Taillebourg-ban kerül sor, amely egy stratégiai helyszín a Charente folyó felett átívelő kulcsfontosságú híd közelében, amely a vitatott területek határát jelölte ki.

## A csata első szakasza
Július 21-én a két sereg szembefordult egymással a hídon. A francia királyt és Poitiers grófját a taillebourg-i várban helyezték el, amely a Charente felett átívelő hídra néz, amely egy stratégiai átjáró Saint-Jean-d’Angély és Poitou között északon, illetve Saintes és Aquitaine között délen. Anglia királya és La Marche grófja felállította közös hadseregét a folyó másik oldalán.
Az angolok és a lázadók elhatározták, hogy elfoglalják a hidat és megtámadták a francia állásokat. A csata a francia lovagok hatalmas lovassági rohamával végződött, akik kitörtek a várból és zaklatták ellenfeleiket, így az angolok és szövetségeseik kénytelenek voltak Saintes-be menekülni.

## A csata saintes-i szakasza
A kezdeti összecsapás kudarca után, amely lehetővé tette a franciák számára a stratégiai jelentőségű híd ellenőrzésének megtartását, Henrik király és Hugh egyenként Saintes-be, majd Gascogne-ba menekült, így a szövetséges hadsereg vezér nélkül maradt. Július 22-én nyílt csatára került sor Saintes-től északra. Hosszan tartó közelharc alakult ki, és az angolokat még egyszer alaposan megverték. Ez a két szakasz alkotta a taillebourg-i csatát

## Következmények
Lajos folytatta az angol csapatok üldözését, sok foglyot ejtett, mígnem megérkezett Saintes városába. Rövid ostrom után a város kulcsait a polgárok átadták Lajosnak. Henry még utoljára megpróbálta megakadályozni Aquitaniában és Gascogne-ban lévő földjei teljes átvételét azzal, hogy megszervezte La Rochelle tengeri blokádját. A blokád azonban kudarcot vallott a hadsereg újjáépítésére és más európai uralkodókkal való szövetség kiépítésére irányuló kísérlettel együtt. 1243 januárjában Henrik levelet küldött II. Frigyes német-római császárnak, akihez korábban szövetség iránti kérelmet intézett, és bejelentette, hogy véget ért a reménye, hogy visszaszerezze Franciaországban birtokait. Március 12-én Henry kénytelen volt Lajostól ötéves fegyverszünetet kérni.
A fegyverszünetet augusztus 1-jén írták alá Ponsban. Tartósabb békét kötöttek Párizsban 1259. december 4-én, a báró második angliai háborújának veszélye közepette. A francia király nemes gesztusként visszaadta Guyenne-t Henriknek, hogy további békét keressen, hogy keresztes hadjáratra indulhasson. Bár ha ezt választotta volna, talán arra kényszerítette volna Henriket, hogy adja fel Bordeaux-t és Guyenne-t, az angol korona utolsó tengeren túli birtokát.
A feudális lázadás rendezése kevésbé volt előnyös Lusignani Hugh számára. Poitevin-kastélyait Poitiers-i Alphonse elkobozta, felfegyverezte és eladta. Lánya, Isabel of Lusignan 1250-ben férjhez ment ellenségéhez, Geoffrey of Ranconhoz, Gençay urához, aki a hozományból újjáépítette várát.

## Fordítás
Ez a szócikk részben vagy egészben  a   Battle of Taillebourg című angol Wikipédia-szócikk ezen változatának fordításán alapul.  Az eredeti cikk szerkesztőit annak laptörténete sorolja fel. Ez a jelzés csupán a megfogalmazás eredetét és a szerzői jogokat jelzi, nem szolgál a cikkben szereplő információk forrásmegjelöléseként.

## Bibliográfia
Le Goff, Jacques; Evan Gollrad, Gareth (Translator) (Translated from French edition (2009)). Saint Louis. Paris: University of Notre Dame Press. pp. 180–185, 301. ISBN 978-0268033811.